# Club Deportivo Palestino (femenino)
El Club Deportivo Palestino Femenino, o simplemente, Palestino Femenino, es la rama de fútbol femenino del club de fútbol chileno del mismo nombre, radicado en la ciudad de Santiago, Región Metropolitana.
Milita actualmente en la Primera División de fútbol femenino de Chile, participando por primera vez en el campeonato 2009. Disputa el denominado "Clásico de colonias" con sus rivales tradicionales: Unión Española y Audax Italiano. Actualmente cuenta con categoría sub-15, sub-17 y adulta.
Palestino femenino ha ganado el título de Primera División una vez, en el Torneo de Clausura 2015, tras vencer por dos goles a uno a Colo-Colo en la final.

## Historia
La rama femenina de Palestino fue creada el año 2009 para disputar el torneo de aquel año, organizado por la Asociación Nacional de Fútbol Profesional (ANFP), junto a otros siete nuevos clubes que también se sumaron al campeonato, en el que finaliza en la 17° posición de 19 participantes. En el siguiente campeonato, Palestino acabó en el último lugar de la tabla con solo tres puntos en 17 fechas jugadas.
De ahí en más, y de forma paulatina, la situación del club fue mejorando, clasificando a la siguiente ronda en el Clausura 2014 y Apertura 2015. En el primero, venció a Santiago Wanderers en cuartos de final, pero quedó eliminado en semifinales ante Colo-Colo por 5-2, mientras que en segundo cayó por penales tras empatar 2-2 contra Colo-Colo en cuartos de final.

### Torneo de Clausura 2015
El Torneo de Clausura 2015 reviste especial importancia para el club, pues Palestino se tituló por primera vez campeón del fútbol femenino chileno, venciendo a Colo-Colo, quienes eran hasta entonces las "decacampeonas" del fútbol femenino, rompiendo la hegemonía más prolongada en la historia del fútbol chileno de primera división. En aquel torneo clasificaron como líderes del Grupo Norte, y tras eliminar a Naval de Talcahuano por 5-0 y a Santiago Morning por 2-1, clasificaron a la definición por la corona.
En un partido realizado en canchas de la ANFP, en Peñalolén, las dirigidas por Claudio Quintilliani se impusieron al cuadro albo con gol de Janet Salgado al minuto 11 y aumentaron a los 61’ con un penal ejecutado por Carmen Soto. Descontó para Colo-Colo, Estefanía Banini (90').
Posteriormente, la semana siguiente disputó la Copa de Campeonas, ante las campeonas del Apertura 2015 Colo-Colo, esta vez resultando siendo las albas las ganadoras, con un marcador de 3-0 y clasificando así a la Copa Libertadores Femenina 2016.
Luego de aquello, el club ha obtenido tres subcampeonatos, los del Apertura 2016, Apertura 2017 y Campeonato Nacional 2018, al perder las respectivas finales ante Universidad de Chile, Colo-Colo y Santiago Morning, respectivamente.

## Estadio
Palestino Femenino actualmente ejerce su localía en el Estadio Municipal de La Cisterna, disputando partidos en la cancha principal del recinto y en la cancha 2.  
Anteriormente fue local en el Estadio Los Nogales, ubicado en la comuna de Estación Central, Santiago.

## Jugadoras

### Altas 2025
| Jugadora         | Posición      | Procedencia          | Tipo |
| ---------------- | ------------- | -------------------- | ---- |
| Alexia Gallardo  | Defensa       | Colo-Colo            |      |
| Isidora Agurto   | Mediocampista | Universidad de Chile |      |
| Rania Sansur     | Mediocampista | Audax Italiano       |      |
| Alessandra Brito | Delantera     | Deportes Antofagasta |      |

### Bajas 2025
| Jugadora         | Posición  | Destino             | Tipo     |
| ---------------- | --------- | ------------------- | -------- |
| Catalina Gajardo | Portera   | Santiago Morning    | Préstamo |
| Martina Osses    | Defensa   | Cobresal            |          |
| Constanza Muñoz  | Defensa   | Bandera de ?        |          |
| Catalina Santos  | Defensa   | Bandera de ?        |          |
| Tais Morgenstein | Defensa   | Bandera de ?        |          |
| Antonia López    | Defensa   | Deportes Santa Cruz |          |
| Constanza Oliver | Delantera | Cobresal            |          |
| Renata Lizana    | Delantera | Everton             |          |
| Melany Letelier  | Delantera | Millonarios         |          |
| Adalú Salas      | Delantera | Bandera de ?        |          |

## Palmarés

### Torneos nacionales
- Primera División (1): Clausura 2015.
- Subcampeón de la Primera División (3): Apertura 2016, Apertura 2017, 2018
- Subcampeón de la Copa de Campeonas (1) : 2015[8]

### Otros títulos
- Campeón Santiago Cup sub-17 (1): 2015.[9]
- Subcampeón Santiago Cup categoría adulta (1): 2015.[10]